# Hunter Doohan
Hunter Doohan, född den 18 januari 1994 i Arkansas, är en amerikansk skådespelare.
Doohan medverkade i första säsongen av Your Honor där han spelade Adam Desiato, en av seriens huvudpersoner. Han har även medverkat i Wednesday där han spelade Tyler Galpin, även det en av seriens huvudpersoner.

## Filmografi (i urval)
- 2020–2021 – Your Honor (TV-serie)
- 2022–2025 – Wednesday (TV-serie)